# バーニス・マディガン
バーニス・マディガン（Bernice Madigan、1899年7月24日 - 2015年1月3日）は、アメリカ・マサチューセッツ州に在住していたアメリカ人の長寿の女性である。存命中は白人では世界最高齢であったが、大川ミサヲ、ガートルード・ウィーバー、ジェラレアン・タリー、スザンナ・マシャット・ジョーンズがいたため、世界で5番目、アメリカでは4番目であった。亡くなった時点で同じ国に年長者が複数いた人物の中では最も長く生きた人物である。また、マサチューセッツ州では歴代最高齢の人物である。
1899年7月24日、マサチューセッツ州ウェストスプリングフィールドにて生誕。若いころはワシントンD.C.のアメリカ合衆国財務省で働いていた。1925年にワシントンD.C.で出会ったポール・マディガンと結婚。子供はいなかった。2015年1月3日、老衰のため死去。115歳163日。